# Arctic roll
Pour les articles homonymes, voir Arctic et roll.

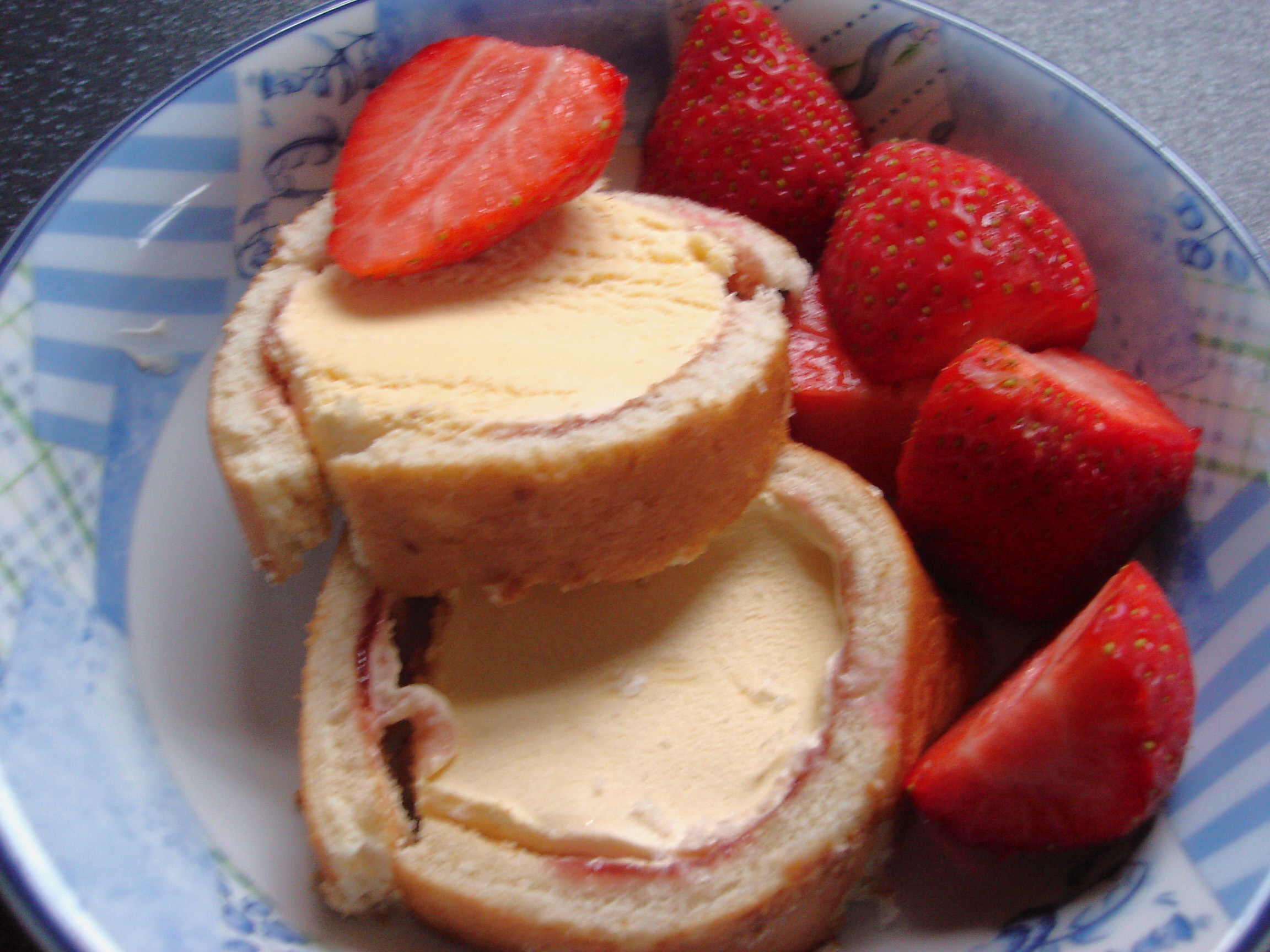
Tranche darctic roll.

L'arctic roll est un dessert britannique composé de glace à la vanille entourée par une fine couche de sponge cake avec une fine couche de sauce à la framboise entre les deux. Ce dessert a été inventé dans les années 1950 par le Dr. Ernest Velden, un émigrant tchécoslovaque.